# Corte d'appello di Genova

Territorio del distretto di corte d'appello di Genova

Il distretto della Corte d'appello di Genova è formato dai circondari dei Tribunali ordinari di Genova, Imperia, La Spezia, Massa e Savona.
Costituisce l'unica Corte d'appello nel territorio della regione Liguria ed ha competenza anche sul circondario toscano del Tribunale di Massa.

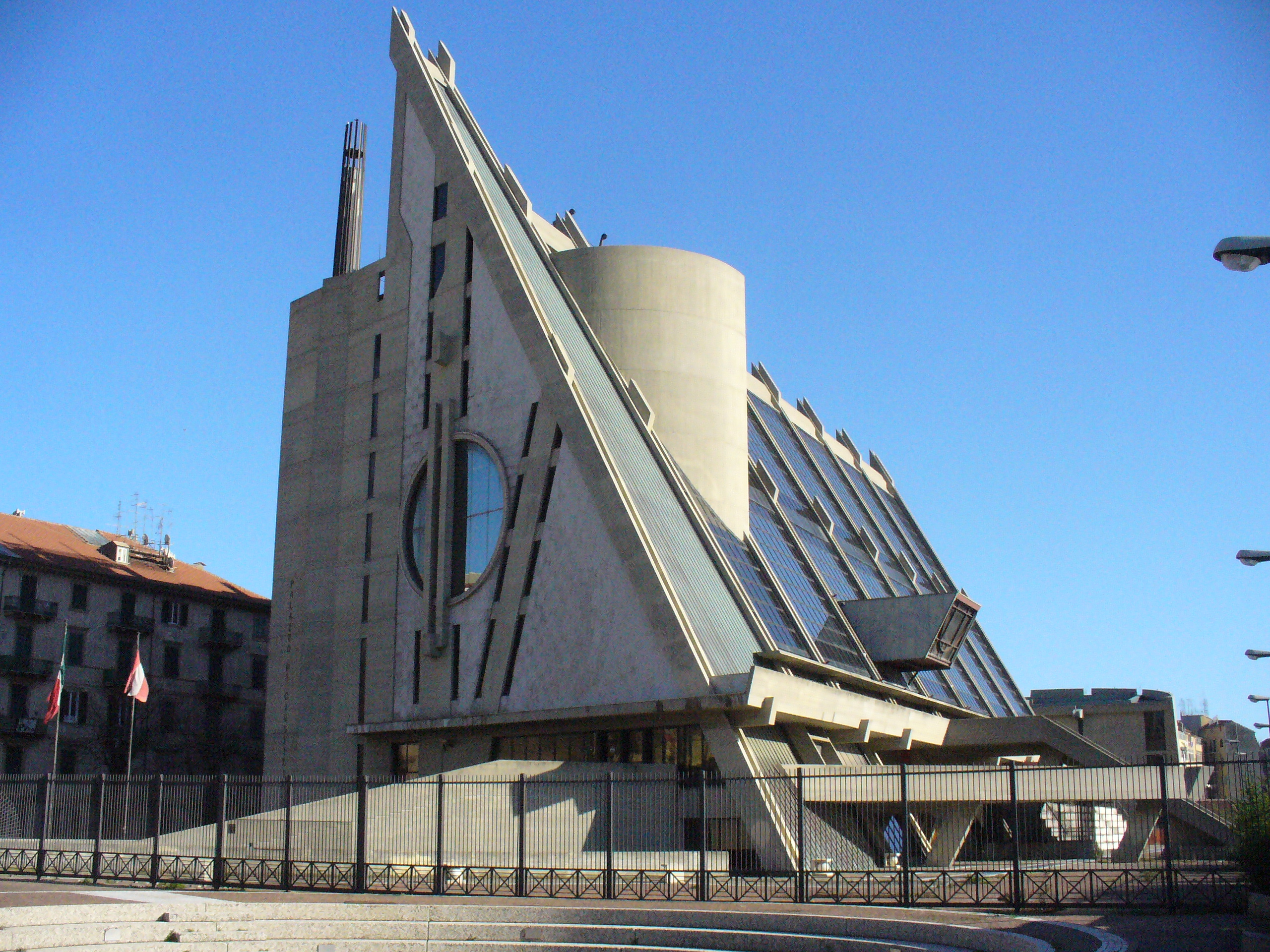
Tribunale di Savona

## Competenza territoriale civile e penale degli uffici del distretto
Le circoscrizioni territoriali sono aggiornate al testo della legge 27 febbraio 2015, n. 11  e del decreto ministeriale 22 ottobre 2015.

## Tribunale di Genova

### Giudice di pace di Chiavari
Borzonasca, Carasco, Carro, Casarza Ligure, Castiglione Chiavarese, Chiavari, Cicagna, Cogorno, Coreglia Ligure, Favale di Malvaro, Lavagna, Leivi, Lorsica, Lumarzo, Maissana, Mezzanego, Moconesi, Moneglia, Ne, Neirone, Orero, Portofino, Rapallo, Rezzoaglio, San Colombano Certenoli, Santa Margherita Ligure, Santo Stefano d'Aveto, Sestri Levante, Varese Ligure, Zoagli

### Giudice di pace di Genova
Arenzano, Avegno, Bargagli, Bogliasco, Busalla, Camogli, Campo Ligure, Campomorone, Casella, Ceranesi, Cogoleto, Crocefieschi, Davagna, Fascia, Fontanigorda, Genova, Gorreto, Isola del Cantone, Masone, Mele, Mignanego, Montebruno, Montoggio, Pieve Ligure, Propata, Recco, Ronco Scrivia, Rondanina, Rossiglione, Rovegno, Sant'Olcese, Savignone, Serra Riccò, Sori, Tiglieto, Torriglia, Tribogna, Uscio, Valbrevenna, Vobbia

## Tribunale di Imperia

### Giudice di pace di Imperia
Aquila d'Arroscia, Armo, Aurigo, Borghetto d'Arroscia, Borgomaro, Caravonica, Cervo, Cesio, Chiusanico, Chiusavecchia, Cipressa, Civezza, Cosio d'Arroscia, Costarainera, Diano Arentino, Diano Castello, Diano Marina, Diano San Pietro, Dolcedo, Imperia, Lucinasco, Mendatica, Montegrosso Pian Latte, Pietrabruna, Pieve di Teco, Pontedassio, Pornassio, Prelà, Ranzo, Rezzo, San Bartolomeo al Mare, San Lorenzo al Mare, Vasia, Vessalico, Villa Faraldi

### Giudice di pace di Sanremo
Airole, Apricale, Badalucco, Bajardo, Bordighera, Camporosso, Castel Vittorio, Castellaro, Ceriana, Dolceacqua, Isolabona, Molini di Triora, Montalto Carpasio, Olivetta San Michele, Ospedaletti, Perinaldo, Pigna, Pompeiana, Riva Ligure, Rocchetta Nervina, San Biagio della Cima, Sanremo, Santo Stefano al Mare, Seborga, Soldano, Taggia, Terzorio, Triora, Vallebona, Vallecrosia, Ventimiglia.

## Tribunale della Spezia

### Giudice di pace della Spezia
Ameglia, Arcola, Beverino, Bolano, Bonassola, Borghetto di Vara, Brugnato, Calice al Cornoviglio, Carrodano, Castelnuovo Magra, Deiva Marina, Follo, Framura, La Spezia, Lerici, Levanto, Monterosso al Mare, Ortonovo, Pignone, Portovenere, Riccò del Golfo di Spezia, Riomaggiore, Rocchetta di Vara, Santo Stefano di Magra, Sarzana, Sesta Godano, Vernazza, Vezzano Ligure, Zignago.

## Tribunale di Massa

### Giudice di pace di Carrara
Carrara, Fosdinovo

### Giudice di pace di Massa
Massa, Montignoso

### Giudice di pace di Pontremoli
Aulla, Bagnone, Casola in Lunigiana, Comano, Filattiera, Fivizzano, Licciana Nardi, Mulazzo, Podenzana, Pontremoli, Tresana, Villafranca in Lunigiana, Zeri

## Tribunale di Savona

### Giudice di pace di Savona
Alassio, Albenga, Albisola Superiore, Albissola Marina, Altare, Andora, Arnasco, Balestrino, Bardineto, Bergeggi, Boissano, Borghetto Santo Spirito, Borgio Verezzi, Bormida, Cairo Montenotte, Calice Ligure, Calizzano, Carcare, Casanova Lerrone, Castelbianco, Castelvecchio di Rocca Barbena, Celle Ligure, Cengio, Ceriale, Cisano sul Neva, Cosseria, Dego, Erli, Finale Ligure, Garlenda, Giustenice, Giusvalla, Laigueglia, Loano, Magliolo, Mallare, Massimino, Millesimo, Mioglia, Murialdo, Nasino, Noli, Onzo, Orco Feglino, Ortovero, Osiglia, Pallare, Piana Crixia, Pietra Ligure, Plodio, Pontinvrea, Quiliano, Rialto, Roccavignale, Sassello, Savona, Spotorno, Stella, Stellanello, Testico, Toirano, Tovo San Giacomo, Urbe, Vado Ligure, Varazze, Vendone, Vezzi Portio, Villanova d'Albenga, Zuccarello

## Altri organi giurisdizionali competenti per i comuni del distretto

### Sezioni specializzate
- Corti d’assise di Genova, Imperia, La Spezia, Massa e Savona
- Corte d'assise d'appello di Genova
- Sezioni specializzate in materia di impresa presso il Tribunale e la Corte d'appello di Genova
- Tribunale regionale delle acque pubbliche di Torino
- Sezione specializzata in materia di immigrazione, protezione internazionale e libera circolazione dei cittadini dell'Unione europea presso il Tribunale di Genova

### Giustizia minorile
- Tribunale per i minorenni di Genova
- Corte d'appello di Genova, sezione per i minorenni

### Sorveglianza
- Ufficio di sorveglianza di Genova e Massa
- Tribunale di sorveglianza di Genova

### Giustizia tributaria
- Commissione tributaria provinciale (CTP): Genova, Imperia, La Spezia, Massa[3] e Savona
- Commissione tributaria regionale (CTR) Liguria (Genova)[3]

### Giustizia militare
- Tribunale militare di Verona[4]
- Corte d’appello militare di Roma

### Giustizia contabile
- Corte dei Conti: Sezione Giurisdizionale per la regione Liguria, sezione regionale di controllo per la Liguria, Procura regionale presso la sezione giurisdizionale per la Liguria (Genova)[5][6]

### Giustizia amministrativa
- Tribunale Amministrativo Regionale per la Liguria (Genova)[7][8]

### Usi civici
- Commissariato per la liquidazione degli usi civici di Piemonte e Liguria, con sede a Torino[9]